# Borikenophis portoricensis
Borikenophis portoricensis (пуерто-риканський полоз) — вид змій родини полозових (Colubridae). Мешкає на Пуерто-Рико та на Віргінських островах.

## Опис
Довжина пуерто-риканських полозів становить до 93 см. Верхня частина тіла у них коричнева, луски на ній мають темно-коричневі краї. Голова не чітко відділена від шиї. На горлі можуть бути темні плямки. Нижня частина тіла світла, луски на ній мають темно-коричневі краї.

## Підвиди
Виділяють п'ять підвидів:
- Borikenophis portoricensis portoricensis (Reinhardt & Lütken, 1862) — острів Пуерто-Рико;
- Borikenophis portoricensis anegadae (Barbour, 1917) — острови Анегада, Гуана[en], Москіто[en], Некер, Тортола і Віргін-Горда[en];
- Borikenophis portoricensis aphantus (Schwartz, 1966) — острів В'єкес;
- Borikenophis portoricensis nicholsi (Grant, 1937) — острів Бак[en];
- Borikenophis portoricensis richardi (Grant, 1946) — острови Кулебра, Сент-Томас (вимер), Петер[en] і Солт[en].

## Поширення і екологія
Пуерто-риканські полози живуть в сухих і мезофільних середовищах, зокрема у вологих і сухих тропічних лісах, склерофітних чагарниках, садах, бананових гаях та на відкритих луках. Ведуть денний спосіб життя, шукають їжу як на дерева, так і на землі. Живляться дрібними ящірками, зокрема анолісами, геконами і невеликими ігуанами, а також жабами, дрібними ссавцями і птахами. Гріються на сонці. У період з березня по травень самиця відкладає до 11 яєць. При небезпеці пуерто-риканські полози розширяють шию у вигляді диска, подібно до кобри. Їх отрута викликає у людей біль і набряк.